# Nikolai Triik

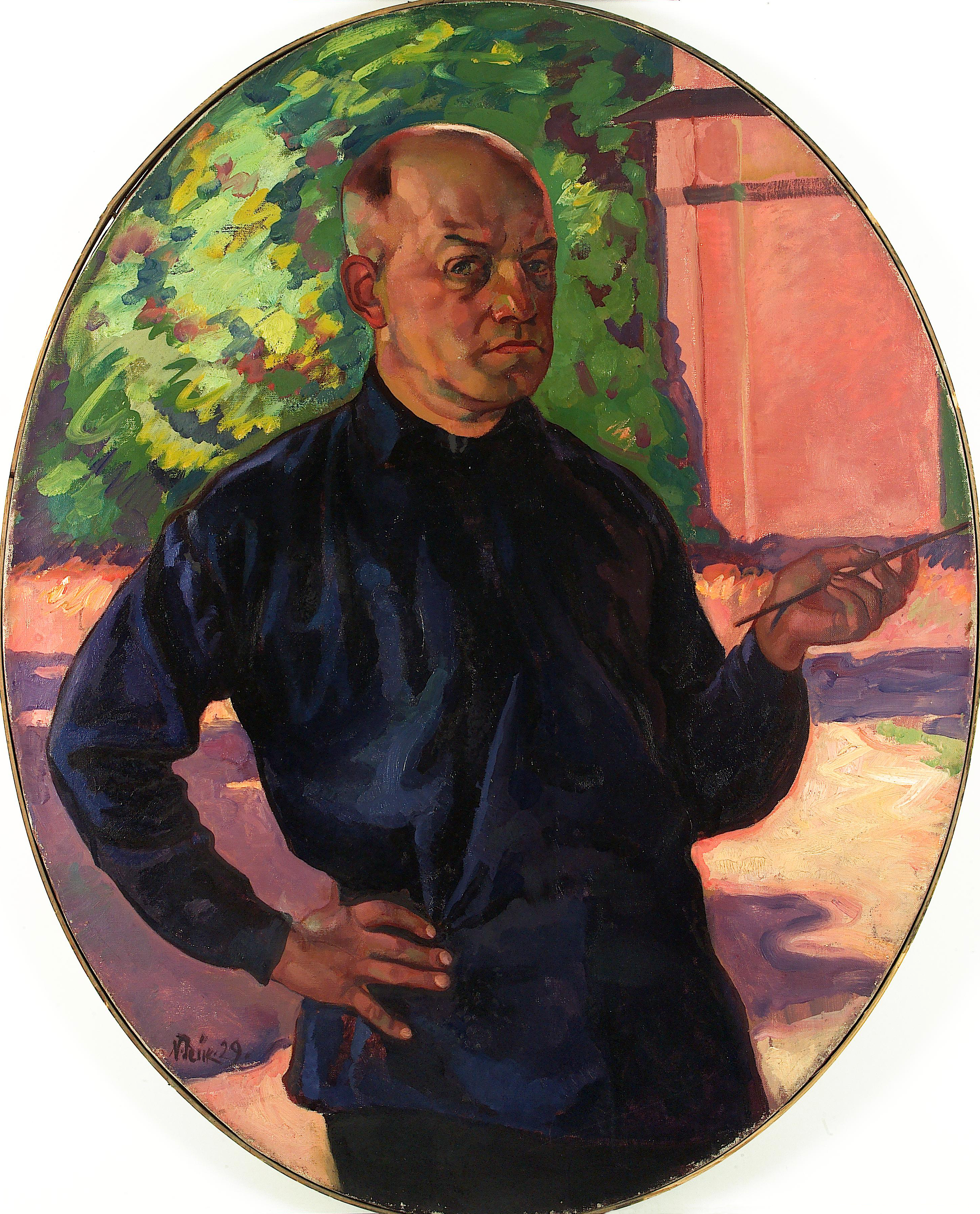
Nikolai Triik: Selbstbildnis (1929)

Nikolai Voldemar Triik (* 7. August 1884 in Tallinn; † 12. August 1940 ebenda) war ein estnischer Maler, Graphiker und Kunstpädagoge.

## Frühe Jahre
Nikolai Triik stammte aus einem bürgerlichen Elternhaus. Er schloss 1901 das Gymnasium in Tallinn ab. Im selben Jahr trat er in die von Baron Alexander von Stieglitz gegründete Kunstschule in Sankt Petersburg ein. 1905 wurde er wegen der Teilnahme an einem Studentenstreik während der Russischen Revolution der Schule verwiesen. Er setzte seine Studien an der Tallinner Atelierschule von Ants Laikmaa fort.

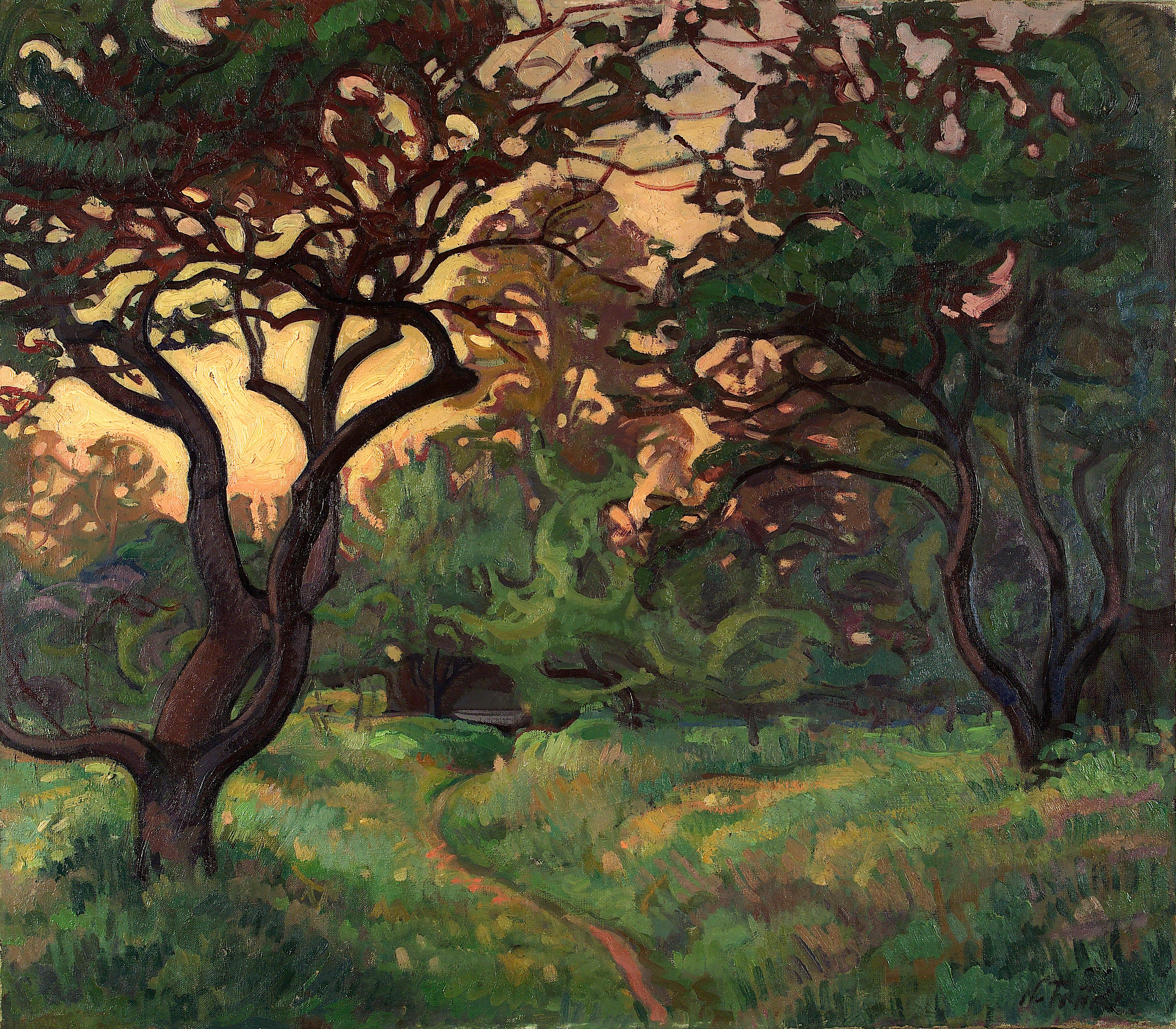
Vana aed (1917)

## Reisen
Im Frühjahr 1906 fuhr Triik nach Finnland, verbrachte den Sommer desselben Jahres gemeinsam mit Konrad Mägi und Alexander Tassa auf Åland und den Herbst an der Schule der Kunstvereinigung in Helsinki. Im selben Jahr heiratete er die reiche Fabrikantentochter Walentina Grekowa. Ende des Jahres 1906 zog Triik mit seiner Frau nach Paris, wo er bis 1908 an der Académie Colarossi, der Académie Julian und der École des Beaux-Arts Kunst studierte. Die Sommer der Jahre 1907 und 1908 verbrachte er in Norwegen.
1908 zog Triik nach Sankt Petersburg zurück, wo er Kurse bei Nicholas Roerich besuchte. Bis 1910 lebte er abwechselnd in der russischen Hauptstadt und in Tartu, wo er aktiv am Künstlerleben teilnahm. 1910/11 leitete Triik die Kunstseiten der Zeitschrift Noor-Eesti. Besuche führten ihn nach Kopenhagen und Berlin. 1913 zog er endgültig nach Estland.

## Künstler in Estland
Dort war Triik zunächst als Kunstlehrer in Tallinn tätig. Ab 1916 war er Mitglied im Rat des Estnischen Kunstvereins (Eesti Kunstiselts) und 1919/20 Referatsleiter für Bildende Kunst im estnischen Bildungsministerium. 1919 organisierte er eine Überblicksschau estnischer Kunst, an der er selbst teilnahm. Ab 1920 war Triik Mitglied der einflussreichen Künstlervereinigung Pallas. 1921 zog Triik nach Tartu und war an der Kunstschule Pallas tätig. In Nikolai Triik fand die estnische Moderne einen ihrer Hauptvertreter.
Von 1922 bis 1926 lehrte und arbeitete Triik in seinem Atelier in Tartu und war als Dozent für Graphik tätig. Von 1926 bis 1928 war er freischaffender Künstler, bevor er 1928 wieder seine frühere Tätigkeit aufnahm. Vor allem für seine suggestiv-psychologischen Porträts wurde Nikolai Triik berühmt. 1933 wurde ihm als erstem Esten überhaupt der Titel eines Kunstprofessors verliehen. Im Februar 1940 zog er sich – bereits von Krankheit gezeichnet – nach Tallinn zurück, wo er im selben Jahr verstarb.

## Werke (Auswahl)

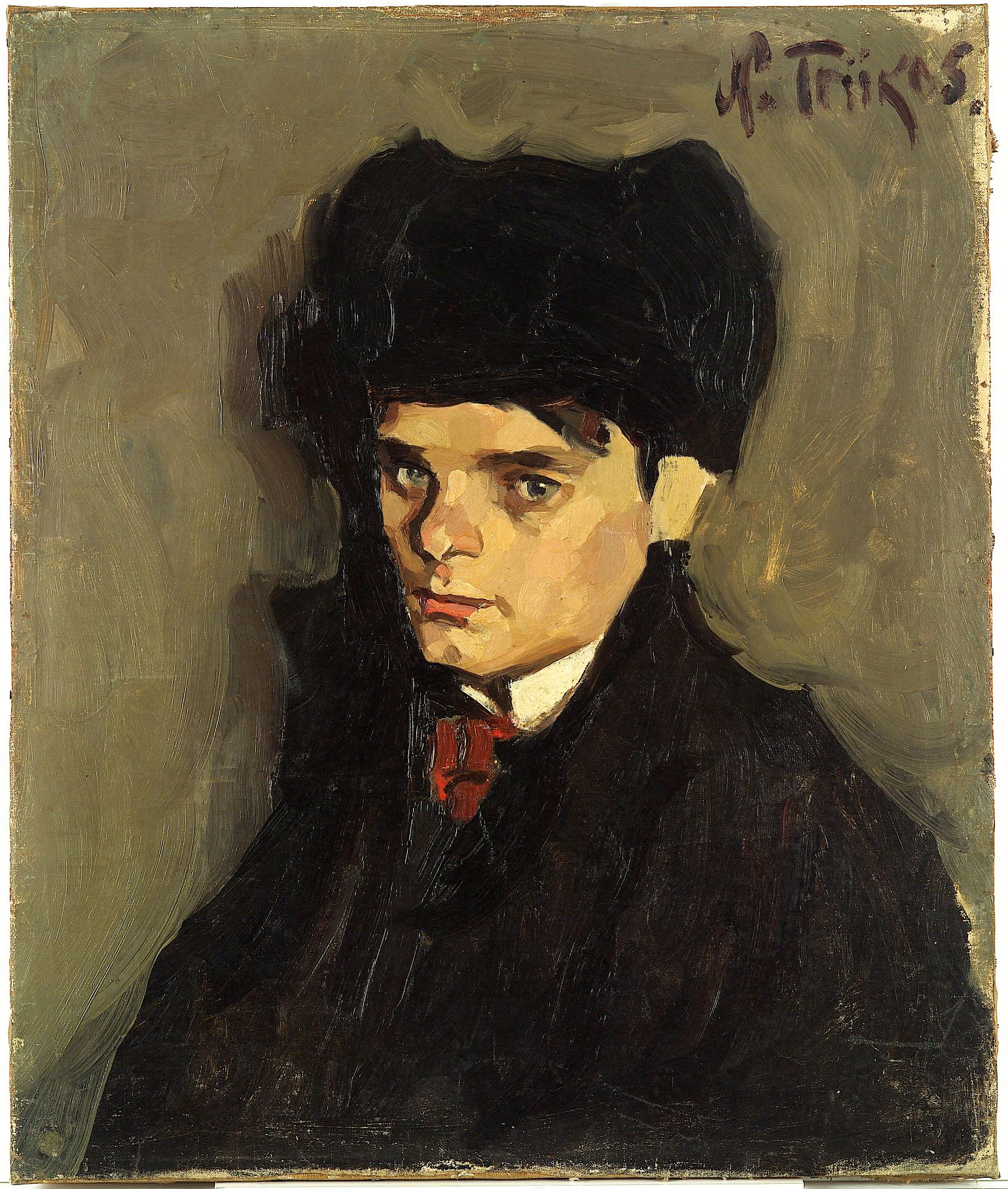
Aleksander Tassa, 1905

### Porträts
- Konrad Mägi (1908)
- Ants Laikmaa (1913)
- Oskar Luts (1928)
- Gustav Suits (1933)
- Juhan Liiv (1934)
- Aleksander Tassa (1905)

### Gemälde

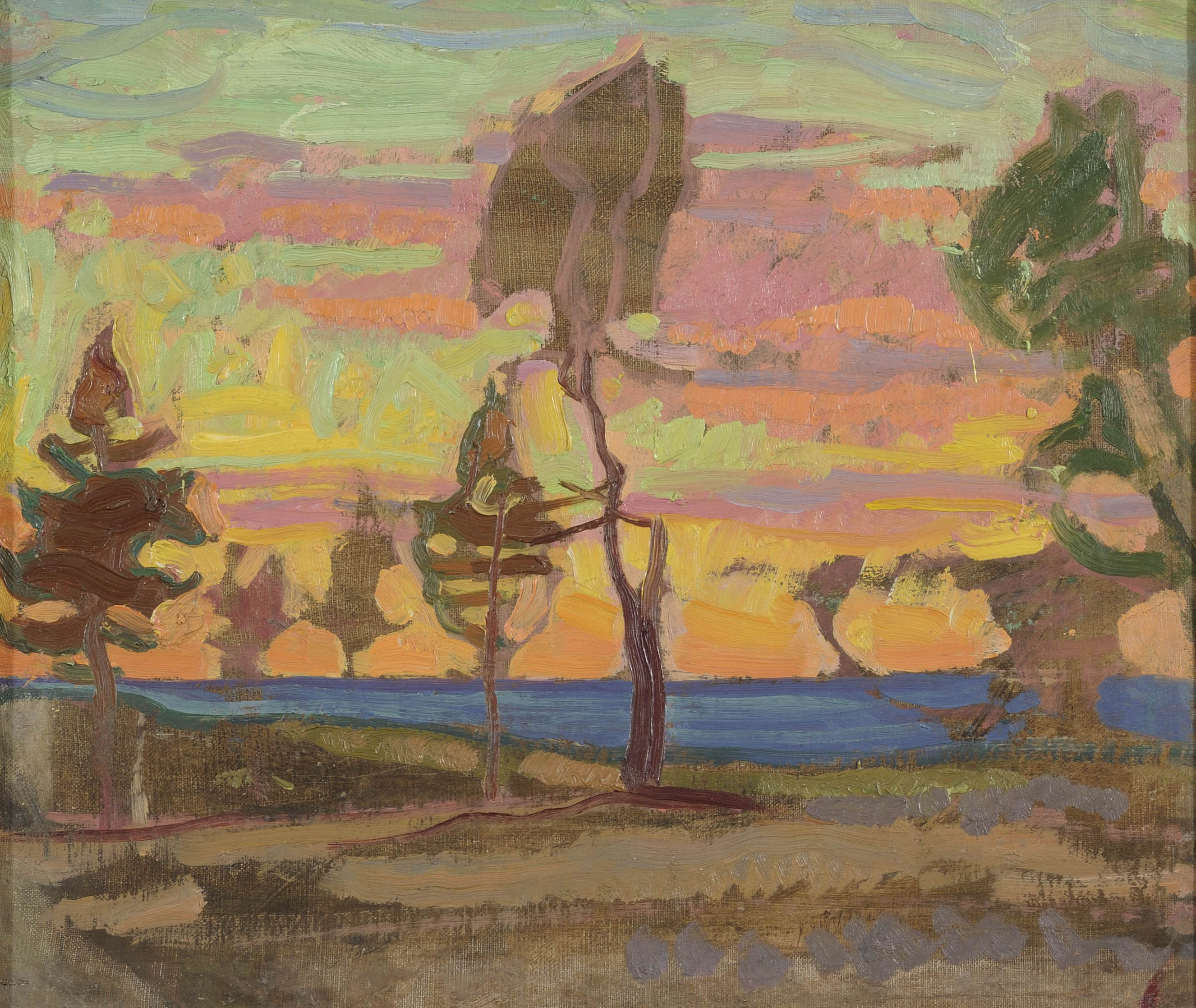
Soome maastik (1914)

- Mererand (1905)
- Lennuk (1910)
- Männid (1931)
- Talvine Tartu Emajõega (1935)
- Sõttaminek (1909)
- Tõusva nooruse ees (1909)
- Märter (1913)
- Katastroof (1917)

### Aquarelle

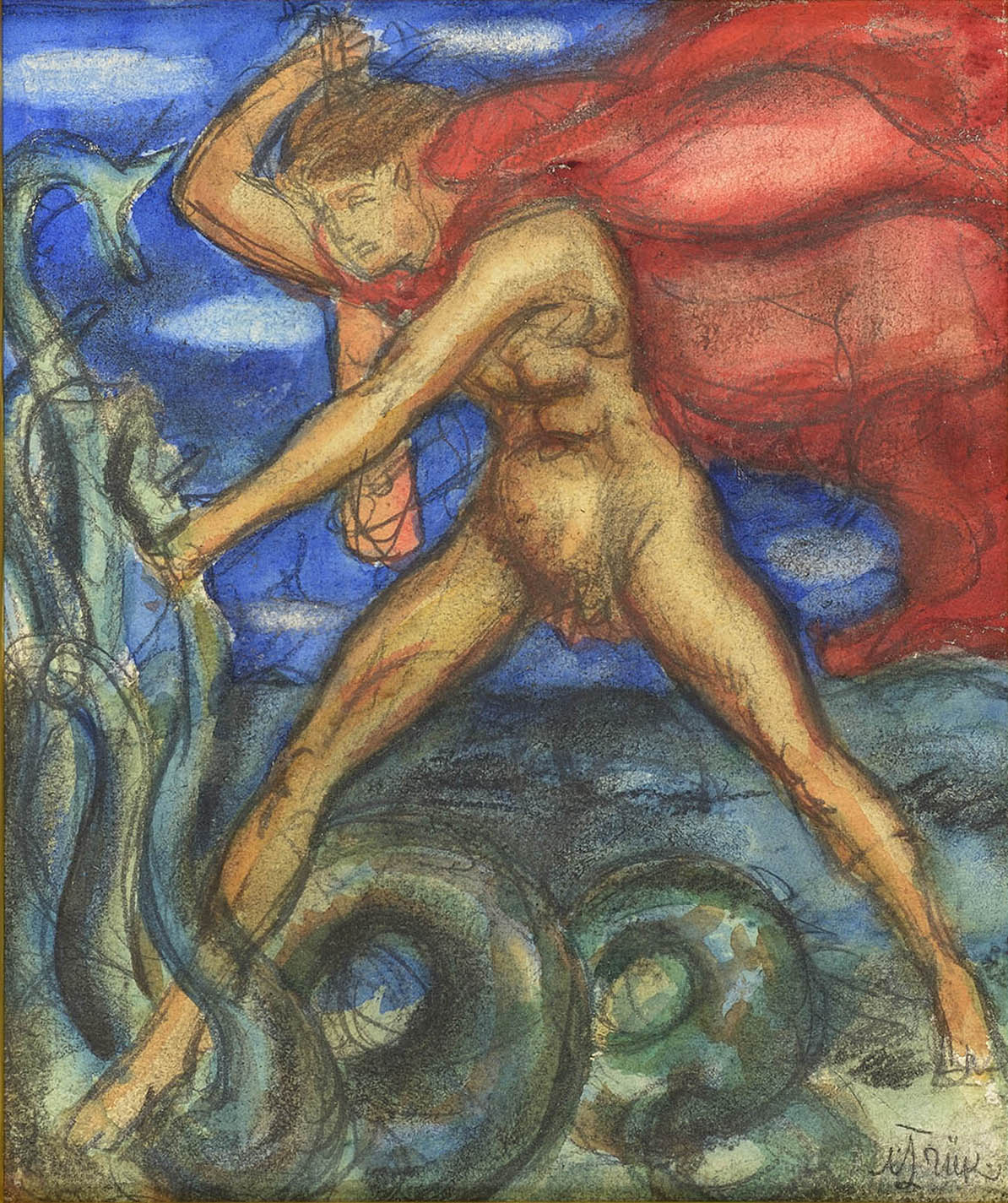
Võitlus hüdraga

- Deemon (1911–1912)
- Deemon ja Tamara (1911–1912)
- Surm ja väsinu (1911–1912)
- Surma lõikus (1911–1912)
- Surma viis I (1911–1912)
- Tamara tants I (1911–1912)
- Tamara tants II (1911–1912)